# Equinox (Fernsehserie)
Equinox ist eine dänische Mystery-Thriller-Fernsehserie aus dem Jahr 2020, die am 30. Dezember 2020 von Netflix als Netflix Original veröffentlicht wurde und auf der erfolgreichen Podcastreihe Equinox 1985 von Tea Lindeburg basiert.

## Handlung
Im Jahr 1999, als Astrid neun Jahre alt ist, verschwinden Astrids Schwester und ihre Klasse spurlos. 20 Jahre später hat Astrid, die seit dem Verschwinden von grauenvollen Visionen heimgesucht wird, eine Familie und einen Job als Radiomoderatorin. Während einer Sendung erhält sie einen Telefonanruf. Der geheimnisvolle Anrufer behauptet, dass Astrids Schwester und die Schulklasse in einer alternativen Realität leben. Als dann auch noch ein ehemaliger Mitschüler von Astrids Schwester stirbt und die Todesumstände mehr als mysteriös sind, entschließt sich Astrid ihren Visionen und dem Verschwinden ihrer Schwester auf den Grund zu gehen.

## Hintergrund
Equinox ist eine Adaption der Podcastreihe Equinox 1985 von Tea Lindeburg. Während das Original im Jahr 1999 und Mitte der 1980er Jahre spielt, wurde die Handlung für die Fernsehserie in die Jahre 2020 und 1999 verlegt. Netflix erteilte der Produktion im September 2019 grünes Licht, die Dreharbeiten fanden ab Ende des Jahres 2019 in Dänemark statt, und mussten zeitweise aufgrund der COVID-19-Pandemie unterbrochen werden. Dorte Riis Lauridsen konnte als Produzentin und Showrunnerin gewonnen werden, daneben sind Piv Bernth für Apple Tree Productions und Lars Hermann für die ITV Studios als Executive Producer beteiligt.
Im Dezember 2019 wurde veröffentlicht, dass Danica Curcic für eine Hauptrolle an der Seite von Lars Brygmann besetzt wurde.
Der Titel ist der englische Begriff für die Tagundnachtgleiche, also die zwei Tage im Jahr, an denen Tag und Nacht etwa die gleiche Länge haben.

## Episodenliste
| Nr.                                                                          | Titel   | Regie           | Drehbuch          |
| ---------------------------------------------------------------------------- | ------- | --------------- | ----------------- |
| 1                                                                            | Folge 1 | Søren Balle     | Tea Lindeburg     |
| 2                                                                            | Folge 2 | Søren Balle     | Bo Mikkelsen      |
| 3                                                                            | Folge 3 | Søren Balle     | Mie Skjoldemose   |
| 4                                                                            | Folge 4 | Søren Balle     | Andreas Garfield  |
| 5                                                                            | Folge 5 | Mads Matthiesen | Jacob Katz Hansen |
| 6                                                                            | Folge 6 | Mads Matthiesen | Andreas Garfield  |
| Alle Folgen wurden weltweit am 30. Dezember 2020 auf Netflix veröffentlicht. |         |                 |                   |

## Rezeption
Nach der Veröffentlichung des ersten Trailers wurden in den deutschsprachigen Medien Parallelen zum deutschen Netflix Original Dark festgestellt. So schrieb beispielsweise Julius Vietzen für das Onlineportal Filmstarts, dass neben dem Plot auch das Logo sofort an Dark erinnere. Johannes Heinsohn schreibt für TV Spielfilm, dass Equinox stark an Dark erinnere „und doch einen anderen Weg“ einschlage.